# Лю Бордиццо, Наташа
Ната́ша Лю Бо́рдиццо (англ. Natasha Liu Bordizzo; род. 25 августа 1994, Сидней, Австралия) — австралийская актриса.

## Биография
Бордиццо родилась в Сиднее, Австралия. Её мать имеет китайские корни, а отец — итальянские. Она училась в Технологическом Университете Сиднея, когда получила роль в фильме «Крадущийся тигр, затаившийся дракон: Меч судьбы». После выхода фильма она переехала в Лос-Анджелес.
В 2018 году она снялась в американо-австралийском фильме «Отель Мумбаи: Противостояние». 
В 2019 году сыграла роль очаровательной Валери в австралийской молодёжной комедии «Голый романтик». 
С 2019 года она играет одну из главных ролей в сериале «Общество».
Имеет чёрный пояс по тхэквондо, а также занимается боевым искусством кэмпо.

## Фильмография
| Год          |    | Русское название                                | Оригинальное название                            | Роль            |
| ------------ | -- | ----------------------------------------------- | ------------------------------------------------ | --------------- |
| 2016         | ф  | Крадущийся тигр, затаившийся дракон: Меч судьбы | Crouching Tiger, Hidden Dragon: Sword of Destiny | Снежная Ваза    |
| 2017         | ф  | Величайший шоумен                               | The Greatest Showman                             | Ден Янь         |
| 2018         | ф  | Детектив из Чайнатауна 2                        | 唐人街探案 2                                     | офицер Чен      |
| 2018         | ф  | Отель Мумбаи: Противостояние                    | Hotel Mumbai                                     | Бри             |
| 2019         | ф  | Пушки Акимбо                                    | Guns Akimbo                                      | Нова            |
| 2019         | с  | Общество                                        | The Society                                      | Хелена          |
| 2019         | ф  | Голый романтик                                  | The Naked Wanderer                               | Валери          |
| 2021         | мф | Волшебный дракон                                | Wish Dragon                                      | Ли На           |
| 2021         | ф  | Вуайеристы                                      | The Voyeurs                                      | Джулия Новаторе |
| 2022         | ф  | Дневная смена                                   | Day Shift                                        | Хизер / Heather |
| 2023 — н. в. | с  | Асока                                           | Ahsoka                                           | Сабин Врен      |